# Пуарсон, Огюст Симон Жан
Огю́ст Симо́н Жан Пуарсо́н (фр. Auguste Simon Jean Poirson; 20 августа 1795, Париж — 14 июля 1871, Версаль) — французский историк.

## Биография
Обучась в лицее, сошёлся с Огюстеном Тьерри́. Был репетитором в парижском коллеже Генриха IV (при одноимённом лицее), потом профессором риторики и истории, профессором коллежа Св. Людовика (при одноимённом лицее), советником университета, членом комиссии по организации реального образования; курировал парижские лицеи Св. Людовика и Карла Великого. В 1853 году Пуарсон вышел в отставку из-за разногласий с министерством.

## Издания
- «Tableau chronologique pour servir à l’étude de l’histoire ancienne» (Париж, 1819),
- «Histoire romaine, jusqu'à l’établissement de l’empire» (П., 1825; том 1, том 2),
- «Précis de l’histoire ancienne» (П., 1827—1831; изд. 1828),
- «Précis de l’histoire de France pendant les temps modernes» (1834),
- «Observations sur le règne de Louis XIII et le ministère de Richelieu» (П., 1839),
- «Précis de l’histoire des successeurs d’Alexandre»,
- «Histoire du règne de Henri IV» (1854; том 3, 1865),
- «Atlas pour la guerre, les travaux publics, les beaux-arts pendant le règne de Henri IV» (1865),
- «Memoires de Villeroy et de Sancy» (1868).